# Dumbrava Roșie
Dumbrava Roșie is een Roemeense gemeente in het district Neamț.
Dumbrava Roșie telt 7673 inwoners.